# Escudo de Envigado
El escudo de Envigado es el emblema heráldico que representa a la localidad colombiana de Envigado, en el departamento de Antioquia.  El escudo, junto con la bandera y el himno, tienen el reconocimiento de símbolos oficiales del municipio de Envigado. Forma parte de la imagen institucional de la administración municipal, por lo cual está presente en los actos protocolarios, en la papelería oficial, en el mobiliario urbano o en las obras públicas.

## Historia
No se sabe de la existencia de símbolos anteriores a los actuales emblemas de Envigado y que hayan caído en desuso, pues parece que no existieron ya que no hay indicios de ellos, no obstante y a pesar de que no se tienen pruebas de haber sido utilizado, se encuentra en el Archivo del Concejo Municipal un acuerdo de dicha corporación que data de 1921, firmado por Pedro Pablo González Arango como presidente, en el cual es adoptando un escudo para la municipalidad.
El actual escudo fue ideado por el presbítero Julio César Jaramillo Restrepo y adoptado oficialmente por el Concejo Municipal. Aunque desde la década del sesenta se venía utilizando de manera extraoficial. El Acuerdo tiene las firmas de Lilliam Mejía de Ramírez como presidente del Concejo y de Gabriela Ruiz Palacio como secretaria. La respectiva sanción correspondió al alcalde en ese entonces Álvaro Velásquez.

## Descripción

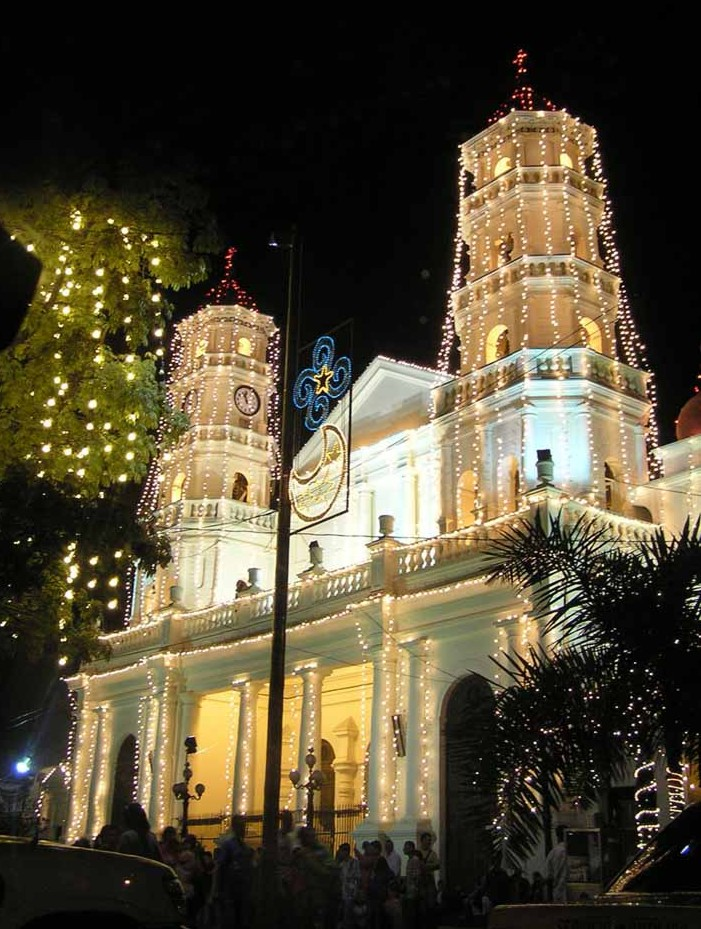
Iglesia de Santa Gertrudis, en el Parque Marceliano Vélez.

Escudo terciado en banda de colores y esmaltes donde reposa en el campo azur el perfil de las torres del templo de Santa Gertrudis la Magna.
En la banda interior diestra en gules (rojo) de arriba hacia abajo los símbolos de: la medicina, una espada de guerreros, un bonete, un bastón de mando y una pluma que significan las figuras de hombres que se han destacado en: la medicina, las armas, la teología, las letras y la política.
En el campo inferior diestro sobre esmalte oro, una colina con un valle por donde corre un riachuelo en azur dominando el paisaje y en primer plano una ceiba con ramaje y en ella un palomar.
Los colores y esmaltes en cada banda y bordaduras entre una y otra separan el campo superior siniestro en azur, la banda central en gules (rojo) y el interior diestro en esmalte oro. Tiene su inspiración en la realeza, señorío, valor, intrepidez, riqueza, fuerza, fe y progreso de sus gentes por un pueblo que se ha ganado el nombre de Ciudad Señorial de Antioquia.